# Rolf Lüdecke
Rolf Lüdecke (* 10. Mai 1924 in Frankenhausen; † 14. September 1973 bei Gotha) war ein deutscher Politiker (SED) sowie Partei-  und Landwirtschaftsfunktionär. 

## Leben
Lüdecke, Sohn eines Autoschlossers und einer Hausfrau, besuchte zwischen 1931 und 1938 die Volksschule sowie 1938/39 eine Aufbauschule. Von 1939 bis 1942 war er  Reichsbahnjunghelfer. Am 30. Juli 1942 beantragte er die Aufnahme in die NSDAP und wurde zum 1. September desselben Jahres aufgenommen (Mitgliedsnummer 9.236.079). Von 1942 bis 1945 war er zum Kriegsdienst bei der Wehrmacht eingezogen. Er geriet im April 1945 als Obergefreiter in US-amerikanischer Kriegsgefangenschaft, aus der er im Juni 1946 entlassen wurde. 
Von 1946 bis 1950 wirkte er als stellvertretender Erfassungskontrolleur beim Rat des Kreises Sondershausen. 1946 trat er der Sozialistischen Einheitspartei Deutschlands (SED) bei. 1951/52 war er Zweiter Sekretär des Kreisvorstandes Sondershausen der Vereinigung der gegenseitigen Bauernhilfe, anschließend von 1952 bis 1955 Sekretär für Landwirtschaft der Kreisleitung Sondershausen der SED und ab 1955 Sektorenleiter in der Bezirksleitung Erfurt der SED.
Von 1955 bis 1958 studierte er an der Parteihochschule „Karl Marx“ beim ZK der SED. Sein Studium schloss er als Diplom-Gesellschaftswisschenschaftler ab, später erhielt er auch einen Abschluss als Diplom-Agrar-Ingenieur-Ökonom. Von 1958 bis 1960 fungierte er als Zweiter Sekretär der SED-Kreisleitung Sondershausen, von 1960 bis 1963 als Erster Sekretär der SED-Kreisleitung Weimar-Land. Von Februar 1963 bis September 1973 war er Sekretär bzw. Leiter des Büros für Landwirtschaft der Erfurt der SED. Lüdecke war auch zeitweilig Abgeordneter des Bezirkstages Erfurt. 
Lüdecke verunglückte zusammen mit Oswald Schüller, Produktionsleiter für Land- und Nahrungsgüterwirtschaft beim Rat des Bezirkes Erfurt, und Georg Ewald, Kandidat des Politbüros des ZK der SED, Mitglied des Präsidiums des Ministerrates der DDR und Minister für Land-, Forst- und Nahrungsgüterwirtschaft bei einem Verkehrsunfall in der Nähe von Gotha tödlich. Lüdecke und Schüller wurden auf dem Erfurter Südfriedhof beigesetzt.

## Auszeichnungen
- Vaterländischer Verdienstorden in Bronze (1967)